# История Токио

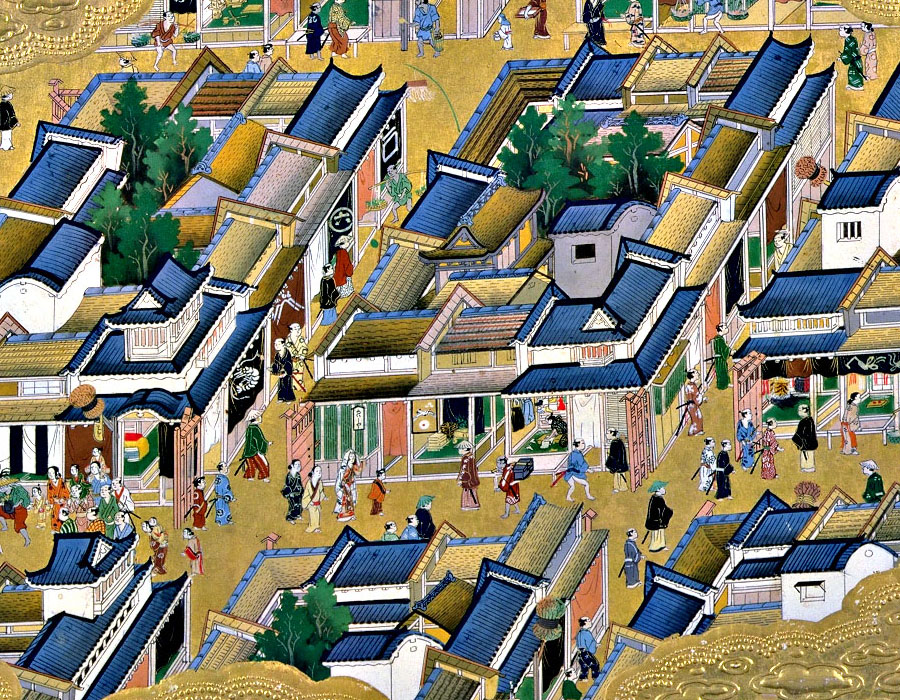
Улицы города Эдо в XVII векe

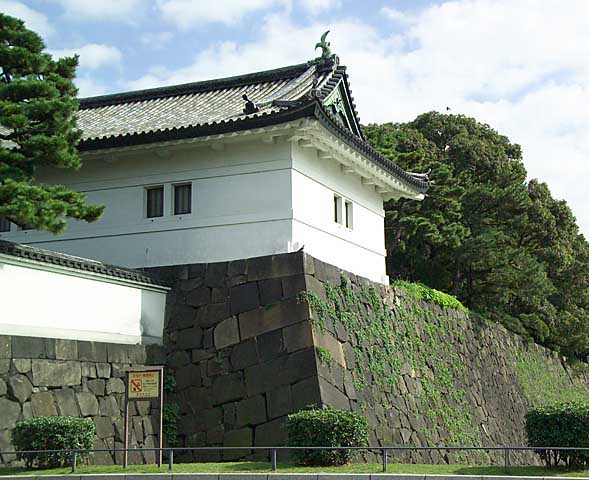
Бывший замок Эдо, в настоящее время Императорский дворец Токио.

История Токио — хроника роста крупнейшего городского центра Японии. В восточной части материка, Токио занимает земли в регионе Канто, вместе с современной префектурой Сайтама, город Кавасаки и восточная часть Иокогама, составила Мусаси, одну из провинций в рамках системы рицурё.

## Токио до и во времена периода Эдо

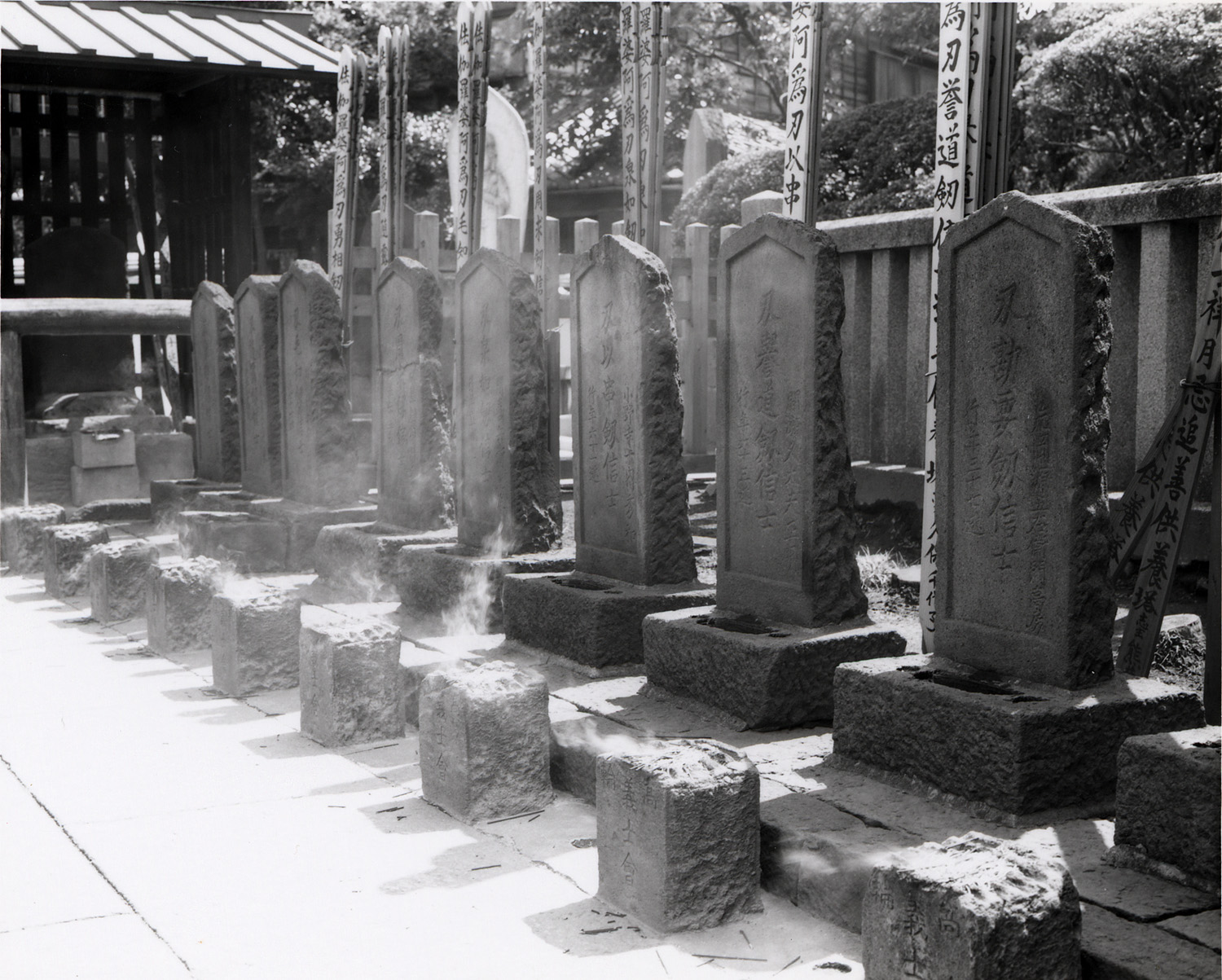
Могилы 47 Ронинов в храме Сэнгакудзи.

Период Эдо начался в 1603 году, когда Токугава Иэясу стал сёгуном. Токио тогда был рыбацкой деревней. В XII веке местный воин Эдо Тара Сигэнада построил здесь форт. Первоначальное название Токио — Эдо (до 1869). По традиции, имя Эдо (яп. 江戸 досл. «вход в залив») он получил по месту проживания. В 1457 году Отто Докан (яп. 太田道灌), правитель области Канто при японском сёгуне, начал строительство замка Эдо (яп. 江戸城).
По приказу Уэсуги Мотитомо было начато строительство замка в том месте, где в настоящее время расположен Восточный Сад Императорского дворца. В 1524 году в замок вступает Ходё Удицуна. В 1590 году им завладел Иэясу Токугава, основатель клана сёгунов. В 1603 году он сделал город резиденцией сёгуната, императорской столицей оставался город Киото (города Токио и Киото связывает старшая сухопутная дорога Японии — Токайдо). Так началась эпоха Эдо (яп. 江戸時代), или эпоха Токугава (яп. 徳川時代) в истории Японии. Эдо начал быстро расти и к XVIII веку стал одним из крупнейших городов мира. В 1615 году Иэясу уничтожил своих противников — клан Тоётоми, получив, тем самым, абсолютную власть на протяжении около 250 лет.
В 1637 году строительство замка, включая главную башню, было завершено. В 1657 году начался «великий пожар Эдо», который уничтожил замок и большую часть квартала красных фонарей района Асакуса (яп. 浅 草). Погибло 100 000 человек.
В 1707 году просыпается вулкан Фудзи и пепел покрывает город.
В 1721 году Эдо стал крупнейшим городом мира с населением 1,1 миллиона человек. Рост Эдо был вызван отчасти Великим пожаром Мэйрэки 1772 года, в котором погибло около 6000 человек. В городе была организована первая в мире пожарная служба.
В 1855 году происходит «Большое Землетрясение», которое нанесло значительный ущерб.

## Эпоха Мэйдзи

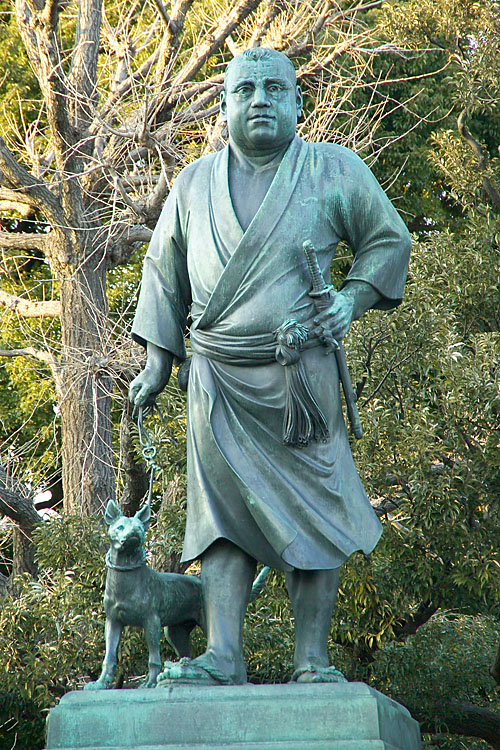
Статуя Сайго Такамори в парке Уэно.

В результате реставрации Мэйдзи 1868 года сёгунату пришел конец. Началась новая эпоха в жизни Японии — эпоха Мэйдзи. В сентябре император Муцухито перенёс сюда столицу, назвав её «Восточная столица» — Токио — и сделав замок города Императорским дворцом. Предложение внес Окубо Тосимити, один из самых активных участников переворота. Он говорил новому императору, что монарх должен стоять лицом к лицу со своим народом, которого отделяет от императора стена придворной знати Киото и вековые предрассудки. Муцухито воспринял предложение с ужасом, но позже согласился. В Киото это решение произвело сильное волнение. Когда наступил день выезда, тысячная толпа собралась у дворца и с рыданиями умолял монарха не покидать святую землю.
В эпоху Мэйдзи, 1868—1912, Япония была под влиянием ассимиляции западной цивилизации. Новая столица, как и другие города Японии, стали приобретать новое лицо: здания, сделанные из камня и кирпича, строились вместо особняков феодалов, прокладывались современные дороги, стала бурно развиваться промышленность, судостроение. В 1869 году между Токио и Иокагамой была открыта первая линия телеграфа. В 1872 году была упразднена феодальная система, Япония была поделена на префектуры и Токио расширяется до знакомых сейчас 23 районов. В этом же году была построена железная дорога Токио — Иокогама, в 1877 — Кобэ — Осака — Токио. В 1874 году был создан Токийский полицейский департамент. Вид токийских горожан тоже изменился: западные причёски заменили традиционный пучок перьев у мужчин, и шляпы-котелки, высокие воротники и пышные юбки стали писком моды.

## Эпоха Тайсё
В эпоху Тайсё, 1912—1926, Токио продолжал процветать. Количество людей, работающих в городе (как и в других городах Японии) возросло. Улучшились образовательные стандарты, число девушек — учащихся в вузах увеличилось. Процветают разнообразные искусства, особенно театр и опера.
1 сентября 1923 года в Токио и окрестностях произошло Великое землетрясение Канто силой 7—9 баллов по шкале Рихтера. Почти половина города была разрушена (более 300 000 зданий), начался сильный пожар. Жертвами стали 90 000 человек. После землетрясения был создан план городской реконструкции, однако затраты вышли за пределы национального бюджета. Город стал частично восстанавливаться.

## Эпоха Сёва

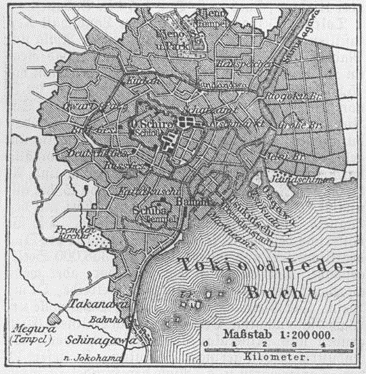
На карте 1888 года энциклопедия «Meyers Konversations-Lexikon» показывает старые немецкие названия Токио и Эдо: Tokio и Jedo, соответственно.

Эпоха Сёва, 1926—1989, началась в депрессивном настроении. И все-таки была запущена первая линия метро (линия Гиндза) между Асакуса (яп. 浅草) и Уэно (яп. 上野) в 1927 году, а в 1928 году состоялись первые всеобщие выборы в Палату представителей парламента. В 1931 году был построен аэропорт Ханэда (Международный аэропорт Токио). В 1941 году был открыт Порт Токио. К 1935 году количество жителей города достигло 6,36 миллионов, сопоставимых с населением Нью-Йорка и Лондона.
В 1936 году при попытке государственного переворота около 1500 младших офицеров и армия Японии оккупировали здание Национального парламента, резиденцию премьер-министра Кантэй и другие ключевые места. Переворот был подавлен армией и военно-морскими силами в течение трёх дней.

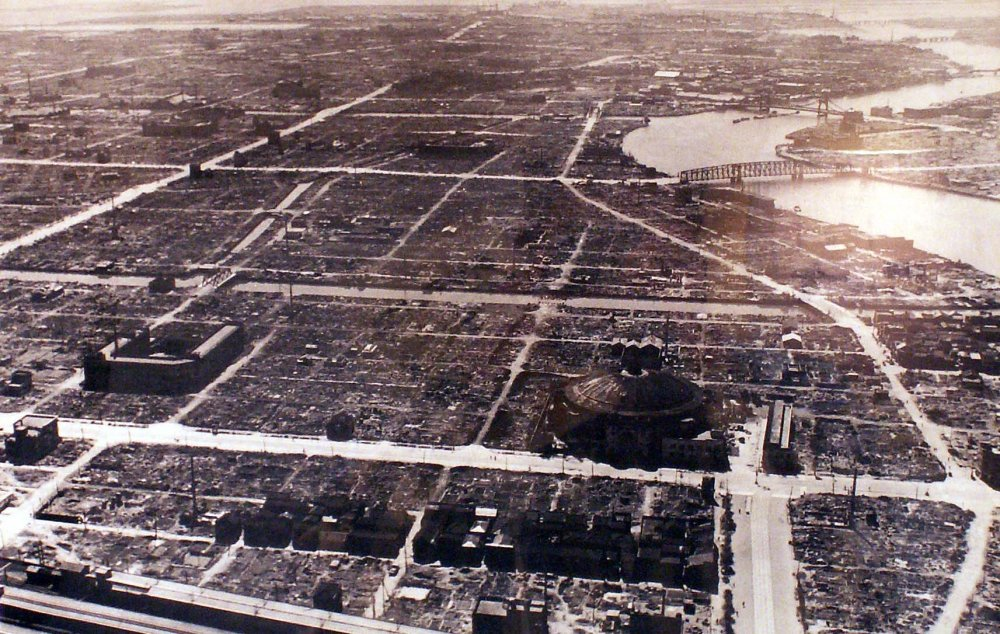
Разбомблённые районы Токио. Фотография 1945 г.

Город снова понёс большие потери во время Второй мировой войны. Токио подвергся массированным воздушным атакам (его бомбили 102 раза). Токио известен как город, который в ночь с 9 на 10 марта 1945 года во время рейда Вооружённых сил США, под кодовым названием «Операция Дом собраний», подвергся самой разрушительной и смертоносной неядерной бомбардировке в истории человечества. 41 км² центра Токио были разрушены, дотла сгорела четверть города, в результате чего около 100 000 мирных жителей погибли и более миллиона остались без крова. Для сравнения, атомная бомбардировка Хиросимы 6 августа 1945 года, привела к гибели примерно от 70 000 до 150 000 человек. В 1943 году двойная система префектуры Токио и города Токио были отменены, и префектура и город были объединены, создав столицу Токио. Была установлена столичная административная система и назначен губернатор. После войны в октябре 1945 года население было 3,49 миллиона, что составляло половину его уровня в 1940 году. Потери, которые понёс Токио в войне — как две атомные бомбы, сброшенные на Хиросиму и Нагасаки, вместе взятые.

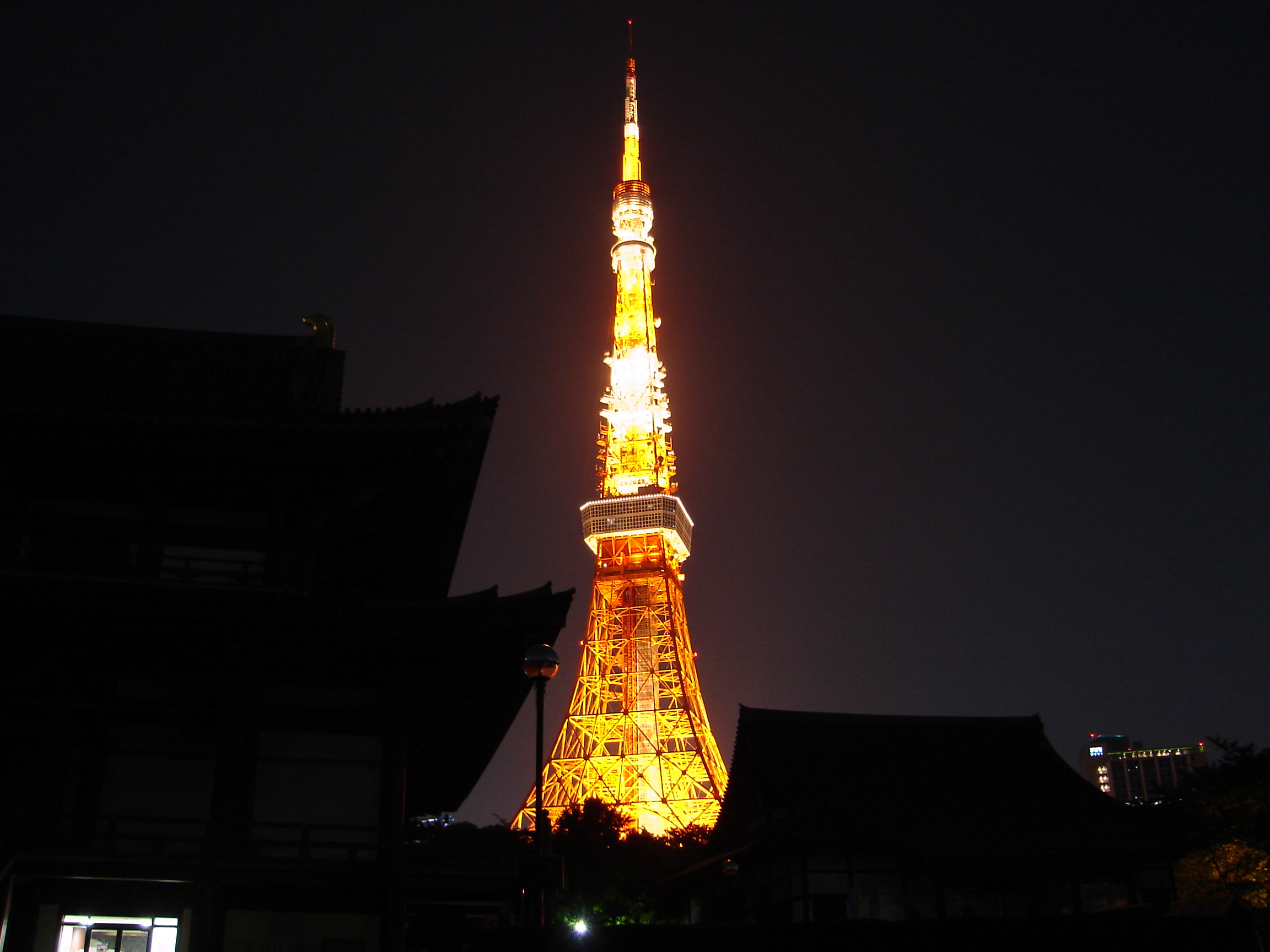
«Телевизионная башня Токио была построена в 1958 году. Она была построена из переработанных военных танков.

С сентября 1945 года город находится под военной оккупацией и регулируется войсками союзников. Генерал Дуглас Макартур создал штаб-квартиру в башне DN-21 (ранее здание Дай-Ити Сэймэй) с видом на Императорский дворец. В настоящее время в Японии находится несколько военных баз США.
1 июля 1943 город Токио был упразднён. Из бывших города Токио и префектуры Токио был образован Токийский столичный округ, губернатор Токио стал членом Кабинета, подчиняющимся непосредственно премьер-министру
В мае 1947, начала действовать новая Конституция Японии и местный Закон Автономии, и Сэйтира Ясуи был избран первым губернатором Токио по новой системе подсчёта голосов. В августе этого года была организована область 23 специальных районов Токио.
В середине XX века (начиная с 1950-х годов) экономика страны стала стремительно возрождаться (что было охарактеризовано как Экономическое чудо») и в 1966 году она стала второй крупнейшей экономикой в мире. Теле-радиовещание началось в 1953 году. В 1954 году была запущена вторая линия метро (линия Маруноути) между Икэбукуро и Окатимати. Япония присоединилась к Организации Объединённых Наций в 1956 году. Благодаря технологическим новшествам и введению новой промышленности и технологий, этот период ознаменовался началом массового производства синтетических волокон и семейных электрических бытовых приборов, как например телевизоры, холодильники и стиральные машины. В 1962 году население Токио превысило 10 миллионов.
10 октября 1964 года, в Токио были проведены Летние Олимпийские игры, где город выгодно показал себя на международной арене. В том же году за 10 дней до игр 1 октября была запущена линия пассажирского экспресса Токайдо-синкансэн («поезд-пуля»), и был открыт столичный экспресс, что создало основу для будущего процветания Токио.
С 70-х годов Токио захлестнула волна рабочей силы из сельских районов, что повлекло за собой дальнейшее развитие города. Но в это же время начали давать о себе знать экологические проблемы: загрязнение воздуха, воды, высокий уровень шума. Нефтяной кризис 1973 года способствовал приостановлению экономического развития города.
В 1978 году в соседней префектуре Тиба был открыт Новый Токийский международный аэропорт или аэропорт Нарита. Аэропорт Ханэда начал обслуживать преимущественно внутренние рейсы.
В 1980-х Токио стал одной из крупнейших агломераций мира, а с другой стороны всё больше начали расти такие проблемы, как экологическая деградация, дорожные пробки и недостаточная подготовленность к бедствиям.

## Эпоха Хэйсей

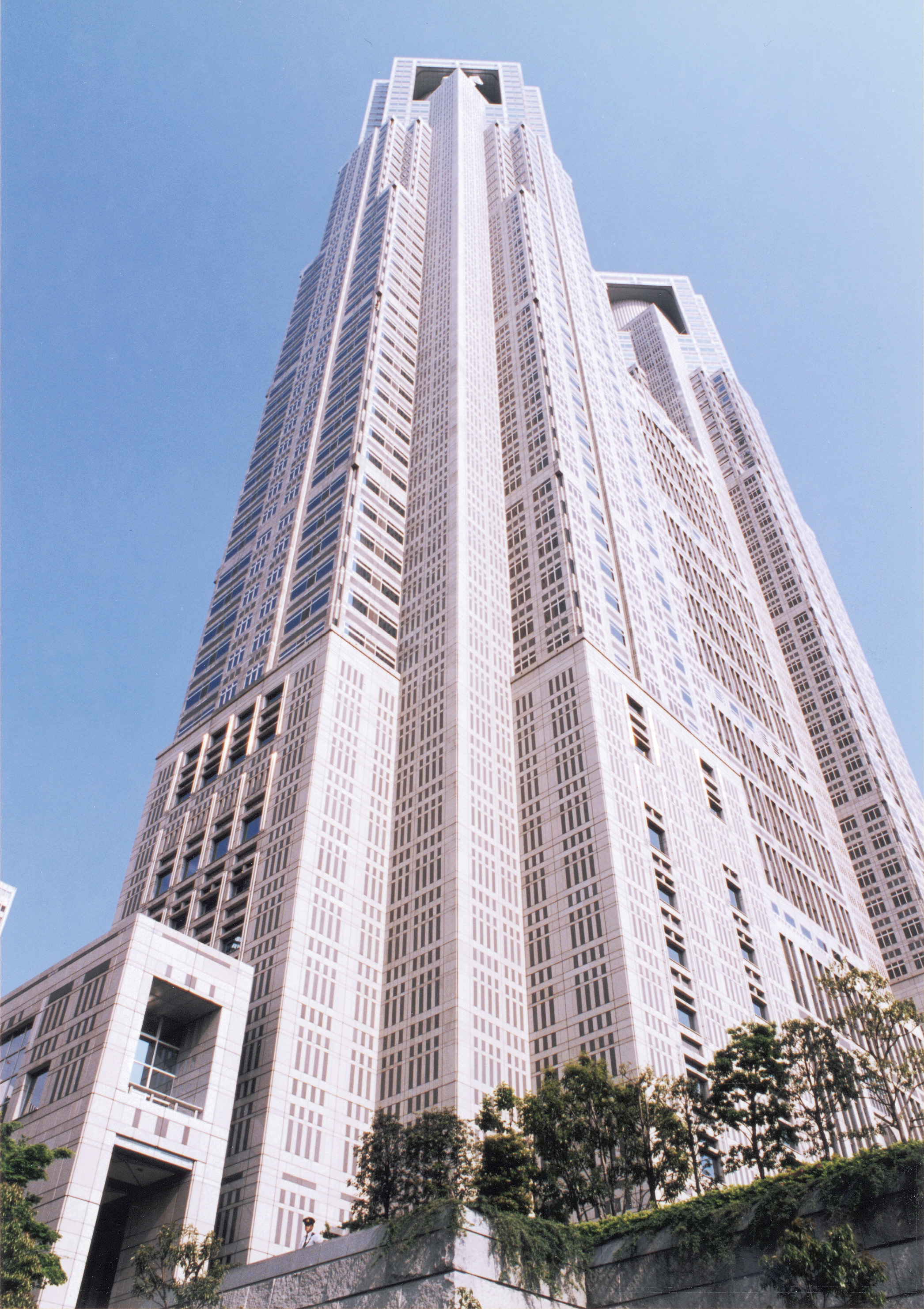
Новое Здание правительства Токио было построено в 1991 году Синдзюку, Токио.

Начиная с 1986 года цены на землю и акции взлетели вверх (эффект «мыльного пузыря»). В 1990 году Япония получила от этого большую выгоду, но потом мыльный пузырь лопнул, произошло обесценивание налоговых доходов, вызванных резким падением цен в течение длительного периода, что приводило к критическому состоянию в среде столичных финансов. 1990-е годы в Японии называют «потерянное десятилетие» (яп. 失われた10年 усинаварэта дзю:нэн ).
20 марта 1995 года в токийском метро произошла газовая атака с использованием зарина. Теракт был проведен неорелигиозной организацией Аум Синрикё. В результате пострадало 5000 человек, 11 из них погибло.
В 1999 году новым губернатором Токио был избран Синтаро Исихара. В 2003 году он переизбирался на второй срок.
Сейсмическая активность в районе Токио привела к началу дискуссий о переносе столицы Японии в другой город. Названы три кандидата: Насу (300 км на север), Хигасине (недалеко от Нагано, центральная Япония) и новый город в провинции Миэ, недалеко от Нагои 450 км к западу от Токио). Уже получено решение правительства, хотя более никаких дальнейших действий пока не предпринимается.
В 2008 году была подана заявка в МОК на право принять Олимпийские игры в Токио в 2016 году. Начинает работу линия Фукутосин. Протяженность сети метро составляет почти 400 км.
В 2011 году завершилось строительство Небесное дерево Токио, самое высокое здание Японии (634 м высотой, смещая Си-Эн Тауэр в Торонто, как самое высокое свободно стоящее здание в мире).
В настоящее время Токио продолжает развиваться. Последовательно осуществляются проекты по созданию искусственных островов. Самым заметным проектом является Одайба (яп. お台場), который теперь играет роль основного торгового и развлекательного центра.